# Contra: Rogue Corps
Contra: Rogue Corps (яп. 魂斗羅 ローグ コープス контора ро:гу ко:пусу) — японская видеоигра в жанре «беги и стреляй», разработанная студией Toylogic для Playstation 4, Xbox One, Nintendo Switch и Microsoft Windows, выпущенная компанией Konami в 2019 году. Является двенадцатой частью серии Contra.

## Игровой процесс
В основе геймплея используется изометрический вид сверху вниз, как и в Neo Contra. Игра содержит режимы одиночного прохождения кампании, многопользовательского кооперативного онлайн-прохождения, а также локального кооператива для четырёх игроков (с отдельными Switch консолями). Игровой процесс основан на модели «игрок против окружения» (PVE) с двумя аналоговыми джойстиками.
Игроки сами настраивают основное и дополнительное оружие в режиме реального времени. У них неограниченное количество боеприпасов, также есть счётчик тепла, которым нужно управлять. Между этапами оружие улучшается и настраивается персонально. В крайнем случае, игрок может очистить территорию с помощью огромной бомбы или использовать особые способности персонажа.

## Сюжет
История происходит через семь лет после событий Contra III: The Alien Wars в городе Damned City. Из-за катастрофических событий Alien Wars, Damned City превратился в постапокалиптический город, где полно «всевозможных странных артефактов и технологий». Из-за суровой окружающей среды люди сходят с ума. К тому же, в городе появились таинственные врата, которые выпускают на волю отвратительных Демонов, уничтожающих всё живое.
Игроку предлагается взять на себя роль одного из четырёх классических персонажей серии Contra, являющихся бывшим военным отрядом наёмников и называющих себя Егеря: Кайзер, воссозданный киборг из The Alien Wars; Мисс Харакири, ассасин с клеткой чужого; Джентльмен, благовоспитанный и высокоинтеллектуальный инопланетный жук; и Хангри Бист, высокотехнологичная панда-киборг. Имея иммунитет к воздействию на разум, Егеря — единственная надежда человечества в борьбе против Демонов.

## Разработка
Rogue Corps курировал ветеран серии Contra: директор и старший продюсер Нобуя Наказато, который также был директором, гейм-дизайнером и художником Contra III: The Alien Wars (1992) и Contra: Hard Corps (1994), а также был продюсером и режиссёром Contra: Shattered Soldier (2002) и др. Он сказал, что хочет передать традиционный дух серии Contra, модернизируя её для новой аудитории.

## Отзывы и критика
| Сводный рейтинг       | Сводный рейтинг                     |
| Агрегатор             | Оценка                              |
| --------------------- | ----------------------------------- |
| Metacritic            | NS: 40/100 PS4: 52/100 XONE: 56/100 |
| Иноязычные издания    |                                     |
| Издание               | Оценка                              |
| IGN                   | 4/10                                |
| Nintendo Life         | NS: 4/10                            |
| PlayStation LifeStyle | PS4: 7,5/10                         |
| Metro                 | NS: 2/10                            |

По данным сайта Metacritic Contra: Rogue Corps получила смешанные отзывы версии для PlayStation 4 и Xbox One и в основном негативные для порта Nintendo Switch. Митчелл Зальтцман с IGN, оценивший игру на E3 2019, заявил, что первоначально почувствовал «сильный удар кнутом» из-за резкой смены вектора развития серии, а также отсутствия ностальгии. Тем не менее, игра может быть «прекрасным времяпровождением в кооперативном режиме для четырёх игроков». Он отметил то, как игра за грамотно продуманную стратегию прохождения дарит "продуманную и весёлую динамику, позволяя регулярно жонглировать своим основным и дополнительным оружием.
Destructoid раскритиковал использование загружаемого контента сезонного абонемента, хотя по большому счёту «ничего не меняется», а также отметил, что общий приём посетителей E3 был «невероятно неоднозначным». Nintendo Life раскритиковала элементы управления, графику и «невзрачную» структуру миссий, одновременно высоко оценив сложную систему обновления и настройки. Бен «Yahtzee» Крошоу из Zero Punctuation оценил её как худшую игру 2019 года.
Metro GameCentral перед выходом игры оценивало её достаточно положительно, но уже после выхода в своём обзоре они сильно раскритиковали игру, заявив, что это «худшая игра Contra из когда-либо созданных и наглядный урок о том, как не стоит возрождать классическую франшизу, тем более, что есть несколько неофициальных фанатских игр, которые намного выше качеством». В конечном итоге они дали ему 2 балла из 10, что на три балла ниже, чем у Metal Gear Survive.

PlayStation LifeStyle оценила игру более позитивно, заявив, что «добавляя свежий юмор вместо скучных отсылок, Contra: Rogue Corps действительно имеет своё собственное лицо, несмотря на то, что большая часть сюжета существует на заднем плане.»